# Ernő Dohnányi
Ernő Dohnányi (Pressburg (Pozsony), 27 de julio de 1877 - 9 de febrero de 1960) fue un director de orquesta, compositor y pianista húngaro. Utilizó casi toda su carrera la forma alemana de su nombre Ernst von Dohnányi, añadiendo el uso de la preposición von por decisión propia, sin que responda por lo tanto a indicación de nobleza.

## Biografía
Dohnányi nació en la actual Bratislava, Eslovaquia, denominada Pressburg (Pozsony) durante la dominación Austrohúngara. Empezó a estudiar música con su padre, profesor de matemáticas y violoncelista aficionado, en el Gymnasium, pero después pasó a ser discípulo de la entonces denominada Academia de Música de Budapest, en la que estudió piano y composición con Carl Forstner, organista de la catedral de Bratislava. En 1894 pasó a ser discípulo de István Thoman en piano y de Hans Koessler en composición. Béla Bartók fue compañero de estudios suyo. La primera composición publicada por Dohnányi, su Quinteto para piano en do menor, mereció la aprobación de Johannes Brahms, quien la promovió en Viena. Después de recibir algunas lecciones de Eugen d'Albert, Dohnányi debutó en Berlín, en 1897, y fue reconocido de inmediato como un artista de grandes cualidades. Tuvo seguidamente un éxito similar en Viena, y a continuación completó un circuito por Europa con el mayor de los éxitos. Debutó en Londres con un concierto con Richter en el Queen's Hall, en donde interpretó de forma memorable el Concierto para piano n.º 4 de Beethoven. Desde el puesto de director de orquesta, Dohnányi fue pionero en la interpretación de la música más accesible de Bartók contribuyendo a popularizarla.
Durante la siguiente temporada, visitó los Estados Unidos, en donde estableció su reputación ejecutando de nuevo el Concierto para Piano n.º 4 de Beethoven en su debut americano con la Orquesta Sinfónica de Saint Louis. A diferencia de otros famosos pianistas de su época, Dohnányi no se limitó a los recitales como solista y a los conciertos de piano, sino que también participó en conciertos de música de cámara. En 1902, nació el segundo de sus dos hijos, Hans von Dohnányi, que tuvo con su esposa Elisabeth y que fue después también pianista. Hans se distinguió posteriormente como líder del movimiento Widerstand de resistencia antinazi en Alemania, y fue amigo y colaborador de Dietrich Bonhoeffer. Hans, a su vez, fue el padre del célebre director de orquesta Christoph von Dohnányi, nieto de Ernst.
Joseph Joachim invitó a Dohnányi a enseñar en la Hochschule de Berlín, lo que estuvo haciendo entre 1905 y 1915. De vuelta a Budapest, Dohnányi organizaba alrededor de un centenar de conciertos cada año. En 1919 fue nombrado director of the Academia de Música de Budapest, pero fue reemplazado ese mismo año por razones puramente políticas. Se convirtió entonces en el director musical de la Orquesta Filarmónica de Budapest y promovió la música de Bartók y Kodály y de otros músicos húngaros, pero sin interpretar sus propias composiciones a menudo. Entre los discípulos de Dohnányi se encuentran: Ervin Nyíregyházi, Géza Anda, Annie Fischer, Edward Kilenyi, Balint Vazsonyi, Sir Georg Solti, Montana Cantsin, Joseph Running, Frank Cooper y Ludovit (Lajos) Rajter. En la temporada de 1920, interpretó el ciclo completo de las obras de piano de Beethoven. Durante los años veinte, también grabó varias de sus ejecuciones en un piano de reproducción automática Ampico. En 1934, fue nombrado de nuevo director de la Academia de Música de Budapest, en donde esta vez permaneció hasta el año 1941, cuando dimitió en protesta por la legislación antisemítica (de aquel año) según las notas al programa que el musicólogo húngaro Peter Laki escribió para la edición del CD que grabó Dohnányi y la Orquesta Sinfónica Americana (Bridge 9160). Ese año se vio también obligado a desmantelar la Orquesta Filarmónica de Budapest.
Después de la Segunda Guerra Mundial, que le arrebató a sus dos hijos, uno en combate y el otro, Hans, ejecutado por los nazis por su participación en un complot para ejecutar a Hitler, Dohnányi emigró a los Estados Unidos. Permaneció en la Hungría fascista durante la guerra, utilizando su influencia y gastando su fortuna en proteger a músicos judíos. Una campaña silenciosa contra él fue promovida por el nuevo gobierno comunista húngaro, que llegó a hacerle sentir tan incómodo que tuvo que marchar. Su primera escala fue en la Argentina, dónde por un breve periodo recaló en la Universidad Nacional de Tucumán, fundando la Orquesta Sinfónica de esa institución. En 1948, partió hacia los Estados Unidos en donde no le resultó posible revitalizar su carrera de concertista de piano, pero continuó componiendo y se empezó a interesar por la música folclórica americana. Su última composición orquestal, completada en 1953, se titula American Rhapsody, y fue escrita para el sesquicentenario de la fundación de la Universidad de Ohio e incluye material folclórico como la melodía On Top of Old Smokey y I am a Poor, Wayfaring Stranger. Dohnányi mantuvo un puesto como docente durante diez años en la Escuela de Música de Tallahassee, de la Universidad Estatal de Florida, en cuya biblioteca se conserva un gran archivo de documentos de Dohnányi. El año 2002 se celebró allí el Festival Internacional Ernst von Dohnányi. 

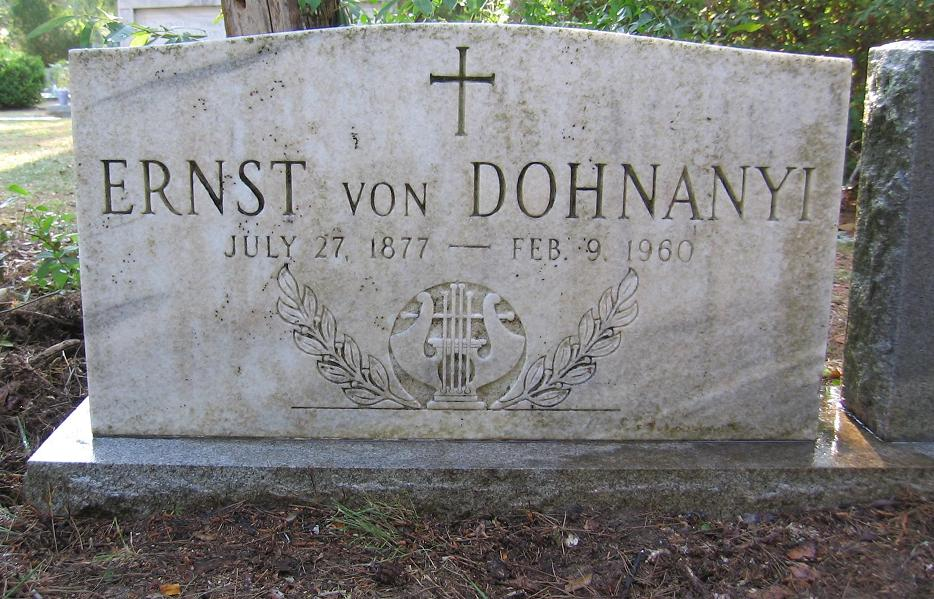
Tumba de Dohnányi en el cementerio Roselawn Cemetery, Tallahassee, Florida.

Su última aparición pública fue el 30 de enero de 1960 en la Universidad Estatal de Florida, dirigiendo a la orquesta de la universidad en una interpretación del Concierto para piano n.º 4 de Beethoven, con su estudiante de doctorado Edward R. Thaden, como solista. Después de esta interpretación, Dohnányi viajó a Nueva York para grabar varias sonatas para piano de Beethoven, entre otras obras en discos LP estéreo. Anteriormente ya había grabado, en discos de 78 rpm, un concierto de Mozart, su Variations on a Nursery Tune, el segundo movimiento de su Ruralia hungarica (Gypsy Andante), y algunas obras para piano solista, pero ninguna de las sonatas para piano de Beethoven, y algunas otras obras, en este caso si incluyendo la sonata La tempestad de Beethoven, en los LP mono del principio. Murió diez días más tarde, el día 9 de febrero de 1960 de neumonía, en Nueva York. La BBC produjo un LP con grabaciones tomadas en uno de sus últimos conciertos con sonatas de Beethoven y Schubert, que son considerados actualmente una de las glorias en la historia del piano romántico. 
Sus tres últimos libros, bajo el título Daily Finger Exercises for the Advanced Pianist in Three Volumes by Ernst Von Dohnanyi fue publicado por Mills Music, Inc. en 1962.

## Obra
El estilo compositivo de Dohnányi era ecléctico. Aunque influido por la música folclórica húngara, no es considerado como un compositor nacionalista húngaro, como Béla Bartók o Zoltán Kodály. El estilo de Dohnányi está más profundamente enraizado en la más fuerte tradición musical europea, mostrando particular influencia de Johannes Brahms. Y por otra parte, absorbió diversas influencias adicionales, incluyendo la música folclórica americana y el jazz.

### Música escénica
- Der Schleier der Pierrette (El velo de Pierrette), mímica en tres partes (libreto de Arthur Schnitzler), op. 18 (1909)
- Tante Simona (La tía Simona), ópera cómica en un acto (libreto de Victor Heindl), op. 20 (1912)
- A vajda tornya (La torre de los Voivod), ópera romántica en tres actos (libreto de Viktor Lányi, a partir de Hans Heinz Ewers y Marc Henry), op. 30 (1922)
- A tenor (Un tenor), ópera cómica en tres actos (libreto de Ernő Góth and Karl Sternheim, a partir de Bürgerschippel de Karl Sternheim), op. 34 (1927)

### Música coral
- Szegedi mise (Misa Szeged), op. 35 (1930)
- Cantus vitae, cantata sinfónica, op. 38 (1941)
- Stabat mater, op. 46 (1953)

### Música orquestal
- Sinfonía en fa mayor (1896, inédita)
- Sinfonía n.º 1 en re menor, op. 9 (1901)
- Suite en fa-sostenido menor, op. 19 (1909)
- Ünnepi nyitány (Obertura para festival), op. 31 (1923)
- Ruralia Hungarica (basada en canciones folclóricas húngaras), op. 32b (1924)
- Szimfonikus percek (Minutos sinfónicos), op. 36 (1933)
- Sinfonía No. 2 en mi mayor, op. 40 (1945, revisada 1954-7)[1]
- American Rhapsody, op. 47 (1953)

### Música para instrumento solista y orquesta
- Concierto para piano n.º 1 en mi menor, op. 5 (1898),(el tema inicial inspirado por la Primera Sinfonía de Brahms)
- Konzertstück (Pieza de concierto) en re mayor para violoncelo y orquesta, op. 12 (1904)
- Variationen über ein Kinderlied (Variaciones sobre una nana infantil) para piano y orquesta, op. 25 (1914)
- Concierto para violín n.º 1 en re menor, op. 27 (1915)
- Concierto para piano n.º 2 en si menor, op. 42 (1947)
- Concierto para violín n.º 2 en do menor, op. 43 (1950)
- Concertino para arpa y orquesta de cámara, op. 45 (1952)

### Música de cámara
- Quinteto con piano n.º 1 en do menor, op. 1 (1895)
- Cuarteto de cuerda n.º 1 en la mayor, op. 7 (1899)
- Sonata en si bemol menor para violoncelo y piano, op. 8 (1899)
- Serenata en do mayor para trío de cuerda (Dohnányi), op. 10 (1902)
- Cuarteto de cuerda n.º 2 en re bemol mayor, op. 15 (1906)
- Sonata en do sostenido menor para violín y piano, op. 21 (1912)
- Quinteto con piano n.º 2 in mi bemol menor, op. 26 (1914)
- Cuarteto de cuerda n.º 3 en la menor, op. 33 (1926)
- Sexteto en do para piano, cuerda y viento, op. 37 (1935)
- Aria para flauta y piano, op 48, n.º 1 (1958)
- Passacaglia para flauta solista, op. 48, n.º 2 (1959)

### Música para piano
- Cuatro piezas, op. 2 (1897, pub. 1905)
- Valses para cuatro manos, op. 3 (1897)
- Variaciones y fuga sobre un tema de EG, op. 4 (1897)
- Gavotte y Musette (woo, 1898)
- Albumblatt (woo, 1899)
- Passacaglia en mi bemol menor, op. 6 (1899)
- Cuatro rapsodias, op. 11 (1903)
- Winterreigen, op. 13 (1905)
- Humorada en forma de una suite, op. 17 (1907)
- Tres piezas, op. 23 (1912)
- Fuga para mano izquierda (woo, 1913)
- Suite al estilo antiguo, op. 24 (1913)
- Seis estudios para concierto, op. 28 (1916)
- Variaciones a partir de una canción folclórica húngara, op. 29 (1917)
- Pastoral a partir de una canción navideña húngara (woo, 1920)
- Ruralia hungarica, op. 32a (1923)
- Suite de vals para dos pianos, op. 39a (1945),
- Limping Waltz, op. 39b para piano solo (1947)
- Seis piezas, op. 41 (1945)
- Tres piezas singulares, op. 44 (1951)

### Videos
- Rondó de la Serenata Op.10 por el Trío de Cuerdas de Valencia
- E. Dohnanyi: Serenade-Tema con variazioni played by Classical Jam

- Datos: Q78532
- Multimedia: Ernő Dohnányi / Q78532